# Лубянская волость
Лубя́нская во́лость — упразднённая административно-территориальная единица, существовавшая в составе 2-го стана Дмитровского уезда Орловской губернии в 1861—1927 годах. 
Административным центром было село Лубянки.

## История
Образована в ходе крестьянской реформы 1861 года. Между 1866 и 1877 годами к Лубянской волости была присоединена Чувардинская волость. В 1920-е годы несколько раз укрупнялась за счёт присоединения территорий соседних волостей. 14 февраля 1923 года к Лубянской волости были присоединены Гнездиловская и Соломинская волости. Упразднена к октябрю 1927 года путём вхождения в состав Дмитровской волости.
В настоящее время территория волости входит в состав Дмитровского района Орловской области.

## Населённые пункты

### 1877 год
В 1877 году в состав волости входило 10 населенных пунктов:
- Лубянки
- Брусовец
- Волобуево
- Голенищева
- Игнатеево
- Клесово
- Кошелево
- Крупышино
- Чувардино
- Яблоновец

## Сельсоветы
С установлением советской власти после 1917 года на территории волости стали образовываться сельсоветы. По состоянию на начало 1926 года в составе укрупнённой Лубянской волости были следующие сельсоветы:
| № | Сельсовет     | Административный центр |
| - | ------------- | ---------------------- |
| 1 | Бычанский     | д. Бычки               |
| 2 | Гнездиловский | с. Гнездилово          |
| 3 | Горбуновский  | д. Горбуновка          |
| 4 | Ефимовский    | д. Ефимовка            |
| 5 | Клёсовский    | д. Клёсово             |
| 6 | Лубянский     | с. Лубянки             |
| 7 | Соломинский   | с. Соломино            |
| 8 | Столбищенский | с. Столбище            |
| 9 | Чувардинский  | с. Чувардино           |